# Andrew Valmon
Andrew Orlando Valmon (Toms River, 1º gennaio 1965) è un ex velocista statunitense, specializzato nei 400 metri piani e campione olimpico e mondiale della staffetta 4×400 metri.

## Record mondiali
Seniores
- Staffetta 4×400 metri: 2'54"29 ( Stoccarda, 22 agosto 1993) (Andrew Valmon, Quincy Watts, Butch Reynolds, Michael Johnson)

## Palmarès
| Anno | Manifestazione  | Sede       | Evento      | Risultato | Prestazione | Note            |
| ---- | --------------- | ---------- | ----------- | --------- | ----------- | --------------- |
| 1988 | Giochi olimpici | Seul       | 4×400 m     | Oro       | 3'02"84     | [ 1 ]           |
| 1991 | Mondiali indoor | Siviglia   | 4×400 m     | Argento   | 3'03"24     |                 |
| 1991 | Mondiali        | Tokyo      | 400 m piani | 5º        | 45"09       |                 |
| 1991 | Mondiali        | Tokyo      | 4×400 m     | Argento   | 2'57"57     |                 |
| 1992 | Giochi olimpici | Barcellona | 4×400 m     | Oro       | 2'55"74     | Record mondiale |
| 1993 | Mondiali        | Stoccarda  | 4×400 m     | Oro       | 2'54"29     | Record mondiale |

## Altre competizioni internazionali
1993
- 6º alla Grand Prix Final ( Londra), 400 m piani - 45"25

1994
- 5º alla Grand Prix Final ( Parigi), 400 m piani - 45"43